# 刘生辉
刘生辉（1953年—），山东高青人，汉族，中华人民共和国政治人物、第十一届全国人民代表大会河南地区代表。
毕业于中央党校经济管理专业，是中共党员。担任武警河南总队政委。2008年起担任全国人大代表。